# Sipha flava
Sipha flava är en insektsart. Sipha flava ingår i släktet Sipha och familjen långrörsbladlöss. Inga underarter finns listade i Catalogue of Life.